# Barabe!
Barabe! je slovenski dramski film iz leta 2001 v režiji in po scenariju Mirana Zupaniča. Kovač in Dara se spoznata v zavodu, deset let kasneje pa se ponovno srečata kot najstnika. Film je prejel štiri nagrade na Festivalu slovenskega filma leta 2001, Radovan Čok nagrado kodak, Primož Bezjak za obetavnega igralca, Alan Hranitelj za kostumografijo in Radovan Čok za fotografijo.

## Igralci
- Marko Mandić kot Kovač
- Katarina Stegnar kot Dara
- Ljerka Belak kot Elvira
- Primož Bezjak kot Bik
- Silvester Božič kot Emil
- David Ceh kot Nosan
- Bojan Emeršič kot zelenjavar
- Marjan Hlastec
- Justin Jauk kot reporter
- Aljoša Koltak kot Bambi
- Tone Kuntner kot Martin
- Janko Mandić kot mladi Kovač
- Franc Markovčič
- Vlado Novak kot Balerina
- Mateja Pucko kot Kobra
- Tarek Rashid kot povezovalec
- Jutra Skamperle kot mlada Dara
- Zijah Sokolović kot Izet
- Branko Šturbej kot Koch
- Dario Varga kot voznik
- Matija Vastl kot Car
- Barbara Vidovič kot Madona
- Milan Vodopivec kot ravnatelj
- Branko Završan